# Пневматичність скелета

Навколоносові пазухи — приклад пневматизації скелета людини

Пневматичність скелета (англ. Skeletal pneumaticity) — порожнини у кістках. Порожнини у черепі, наприклад, навколоносові пазухи, має багато груп тварин. Серед сучасних тварин тільки птахи мають високу пневматичність посткраніального скелета за рахунок повітряних мішків. 
Посткраніальна пневматичність відома у деяких таксонів птерозаврів, птахів, ящеротазових динозаврів, круротарзових рептилій та базальних Archosauriformes.